# Terminal Reality
Terminal Reality era una empresa de desarrollo y producción de videojuegos con sede en Lewisville, Texas. Fundado en octubre de 1994 por el ex empleado de Microsoft Mark Randel y el exgerente general de Mallard Software Brett Combs, Terminal Reality desarrolló una variedad de juegos, incluidos juegos de carreras (como 4x4 EVO 2), juegos de acción en 3D (como BloodRayne) y más.

## Historia
Mark Randel comenzó a programar software comercial a los 15 años,[cita requerida] pero no fue hasta 1991 que Mark ingresó a la industria de los videojuegos cuando se asoció con el programador de juegos Bruce Artwick para escribir productos complementarios para el recién lanzado  Microsoft Flight Simulator 4.0. Esto llevó a Mark a convertirse en co-diseñador y programador principal de  Flight Simulator 5.0 y a diseñar el estándar de tecnología de vuelo de próxima generación. Esta tecnología todavía está en uso hoy[¿cuándo?] por Microsoft en varias versiones de Flight Simulator.
Después de dejar la Organización Bruce Artwick a mediados de 1994, Mark y Brett fundaron Terminal Reality en octubre de 1994, lo que requirió que Mark dejara Chicago, donde acababa de terminar su BSE y su maestría en ingeniería eléctrica de la Universidad de Illinois. El objetivo de Terminal Reality era explotar el mapeado de texturas de motores de juegos 3D, con solo $1000, y trabajando desde la casa de Brett Combs. Durante ese tiempo, estaban desarrollando su primer lanzamiento, "Terminal Velocity", y reunieron $120,000, recibieron avances en el juego y básicamente pudieron evitar ceder la propiedad y la decisión principal. derechos a los capitalistas de riesgo. Después de ese primer año, la compañía generó $1.2 millones y casi lo duplicó el segundo año con $2.1 millones.
El primer juego de Terminal Reality, Terminal Velocity, era un juego 3-D de combate aéreo, que Brett Combs presentó al editor de Garland, 3D Realms. 3D Realms fue la nueva división iniciada por el popular Apogee Software conocido por sus shooters de acción de estilo arcade y títulos como "Wolfenstein 3D". Scott Miller estaba intrigado por la tecnología de Randel y la gestión de Combs. Scott dijo más tarde en un informe del Dallas Business Journal que "tenían los antecedentes y la trayectoria con experiencia probada para llevar a cabo el juego que nos estaban lanzando".
Terminal Reality continuó, después del éxito de Terminal Velocity con 3D Realms, para publicar títulos con Microsoft como Fury3, Hellbender, Monster Truck Madness, CART Precision Racingy Monster Truck Madness 2. En enero de 1998, Terminal Reality se convirtió en socio de capital y desarrollador fundador de Gathering of Developers, una editorial con sede en Dallas, Texas, en la que Brett Combs forma parte de la Junta Directiva.
En diciembre de 2013, Terminal Reality cerró y liquidó su oficina en las afueras de Dallas, TX.
El 11 de abril de 2018, Infernal Technology, LLC y Terminal Reality, Inc. ("Infernal") presentaron una queja por infracción de patente contra Microsoft Corporation ("Microsoft"). Las patentes reivindicadas, U.S. 6.362.822 y U.S. 7.061.488, se refieren a métodos de iluminación y sombreado para simulación de gráficos. Según Infernal, ambas patentes ya han sobrevivido a un desafío de revisión Inter Partes presentado por Electronic Arts en 2016.[cita requerida]

## Tecnología de Terminal Reality

### Infernal Engine
Además del desarrollo de juegos, Terminal Reality también es el creador de Infernal Engine: una base multiplataforma con todas las funciones para crear videojuegos que la compañía otorga a otros desarrolladores y editores. El Infernal Engine es un sistema unificado que proporciona renderizado, física, sonido, inteligencia artificial y métricas.
Un componente clave del Infernal Engine es el VELOCITY Physics Engine: un simulador de física que ofrece un sistema de colisión avanzado, destrucción dinámica de paisajes y objetos ambientales, dinámica precisa de conducción de vehículos, física del cuerpo humano real con restricciones de articulaciones anatómicas y músculos/tendones simulados, simulación de cabello y tela para actores.

### Photex
El motor Photex (Photo-texture) fue el primer motor de juego fotorrealista creado por Terminal Reality, desarrollado a partir del motor Monster Truck Madness. El primer juego construido con esta tecnología fue CART Precision Racing, y el juego final fue Fly! II, que utilizó Photex3. Monster Truck Madness 2 fue fuertemente promocionado por Microsoft (su productor) por usar el motor Photex2, que, en el momento de su lanzamiento, era un motor de renderizado de vanguardia. La mayoría de sus juegos usaban el motor de geometría Terrain. Este motor era conocido por su reproducción muy rápida en equipos de gama baja, imágenes fotorrealistas y texturas de color verdadero.
El motor de juego Photex2 estaba compuesto por dos componentes: el motor de renderizado Photex2 y el motor de geometría Terrain5.

### Nocturne
Anteriormente llamado "Demon engine", es el motor de renderizado utilizado en la trilogía Nocturne y Blair Witch (Volume I: Rustin Parr, Volume II: The Legend of Coffin Rock, Volume III: The Elly Kedward Tale).

### KAGE
Desarrollado por el ahora ex empleado de TRI Paul Nettle, originalmente escrito usando software de renderizado, pero luego adaptado para usar la API OpenGL.

### EVO
Basado en el motor MTM2 Photex2, es el motor de juego utilizado en 4x4 Evolution y 4x4 EVO 2.

## Videojuegos
| Año  | Título                                           | Plataforma(s) | Plataforma(s) | Plataforma(s) | Plataforma(s) | Plataforma(s)    | Plataforma(s) | Plataforma(s) | Plataforma(s) | Plataforma(s) | Plataforma(s) | Plataforma(s) | Plataforma(s) |
| Año  | Título                                           | DC            | DOS           | GC            | Mac           | PS2              | PS3           | PSP           | Wii           | Wii U         | Win           | Xbox          | X360          |
| ---- | ------------------------------------------------ | ------------- | ------------- | ------------- | ------------- | ---------------- | ------------- | ------------- | ------------- | ------------- | ------------- | ------------- | ------------- |
| 1995 | Terminal Velocity                                | No            | Sí            | No            | Sí            | No               | No            | No            | No            | No            | Sí            | No            | No            |
| 1995 | Fury3                                            | No            | No            | No            | No            | No               | No            | No            | No            | No            | Sí            | No            | No            |
| 1996 | Hellbender                                       | No            | No            | No            | No            | No               | No            | No            | No            | No            | Sí            | No            | No            |
| 1996 | Monster Truck Madness                            | No            | No            | No            | No            | No               | No            | No            | No            | No            | Sí            | No            | No            |
| 1997 | CART Precision Racing                            | No            | No            | No            | No            | No               | No            | No            | No            | No            | Sí            | No            | No            |
| 1998 | Monster Truck Madness 2                          | No            | No            | No            | No            | No               | No            | No            | No            | No            | Sí            | No            | No            |
| 1999 | Fly!                                             | No            | No            | No            | Sí            | No               | No            | No            | No            | No            | Sí            | No            | No            |
| 1999 | Nocturne                                         | No            | No            | No            | No            | No               | No            | No            | No            | No            | Sí            | No            | No            |
| 2000 | Blair Witch Volume I: Rustin Parr                | No            | No            | No            | No            | No               | No            | No            | No            | No            | Sí            | No            | No            |
| 2000 | 4x4 Evolution                                    | Sí            | No            | No            | Sí            | Sí               | No            | No            | No            | No            | Sí            | No            | No            |
| 2001 | Fly! II                                          | No            | No            | No            | Sí            | No               | No            | No            | No            | No            | Sí            | No            | No            |
| 2001 | 4x4 EVO 2                                        | No            | No            | Sí            | Sí            | Sí (solo Europa) | No            | No            | No            | No            | Sí            | Sí            | No            |
| 2002 | BloodRayne                                       | No            | No            | Sí            | Sí            | Sí               | No            | No            | No            | No            | Sí            | Sí            | No            |
| 2003 | RoadKill                                         | No            | No            | Sí            | No            | Sí               | No            | No            | No            | No            | No            | Sí            | No            |
| 2003 | BlowOut                                          | No            | No            | Sí            | No            | Sí               | No            | No            | No            | No            | Sí            | Sí            | No            |
| 2004 | BloodRayne 2                                     | No            | No            | No            | No            | Sí               | No            | No            | No            | No            | Sí            | Sí            | No            |
| 2005 | Æon Flux                                         | No            | No            | No            | No            | Sí               | No            | No            | No            | No            | No            | Sí            | No            |
| 2006 | The King of Fighters Collection: The Orochi Saga | No            | No            | No            | No            | Sí               | No            | Sí            | Sí            | No            | No            | No            | No            |
| 2006 | Spy Hunter: Nowhere to Run                       | No            | No            | No            | No            | Sí               | No            | No            | No            | No            | No            | Sí            | No            |
| 2006 | Metal Slug Anthology                             | No            | No            | No            | No            | Sí               | No            | Sí            | Sí            | No            | No            | No            | No            |
| 2008 | SNK Arcade Classics Vol. 1                       | No            | No            | No            | No            | Sí               | No            | Sí            | Sí            | No            | No            | No            | No            |
| 2009 | Ghostbusters: The Video Game                     | No            | No            | No            | No            | Sí               | Sí            | Sí            | Sí            | No            | Sí            | No            | Sí            |
| 2010 | Def Jam Rapstar                                  | No            | No            | No            | No            | No               | Sí            | No            | Sí            | No            | No            | No            | Sí            |
| 2012 | Kinect Star Wars                                 | No            | No            | No            | No            | No               | No            | No            | No            | No            | No            | No            | Sí            |
| 2013 | The Walking Dead: Survival Instinct              | No            | No            | No            | No            | No               | Sí            | No            | No            | Sí            | Sí            | No            | Sí            |

### Cancelados
- (imágenes del juego aparecieron en la película Grandma's Boy )
- Sundown (co-desarrollado con Guillermo del Toro)